# 天蠶變 (電影)
《天蠶變》是一部1983年上映的香港武俠電影，由魯俊谷執導，改編自黃鷹名著《天蠶變》。後有取材於溫瑞安同名作品之續篇《布衣神相》。

## 電影內容
故事敘述武當雜役雲飛揚為掌門青松之私生子，因身世不明而飽受同門欺凌，雖受其父夜授武功，但卻被警告所習得之武功絕不可在人前顯露。武當與無敵門相互敵對，兩派十年一戰，青松接連慘敗，更在雙方第三次對決中，險喪生於無敵門門主獨孤無敵滅絕魔功之下。然則獨孤無敵忌於青松師兄燕沖天所修習之天蠶神功，逐與青松訂下兩年不戰之約，閉關修煉滅絕神功第九重。
豈知此空檔中，武當派昔年仇敵逍遙谷碧落賦中人亦悄悄滲入武當。逍遙谷少谷主傅玉書於青松負傷之時使計獲得其信任，並蒙收錄門下。逍遙谷眾人先是伺機刺殺青松，並嫁禍於雲飛揚；後則殺害具威望之弟子，終使傅玉書成功坐上武當掌門之位。雲飛揚依青松遺命前往無敵門尋獨孤無敵之妻沈曼君，方得知自己身世，卻不幸遭獨孤無敵所傷，幸得沈曼君母女所助，始得倖免。
傅玉書奪得武當掌門之位後為重振碧落賦之名，排除異己，用計殺害燕沖天，並且大肆誅殺武當眾弟子。雲飛揚自同門女弟子倫婉兒口中得知一切皆乃傅玉書所為，合眾人之力成功習得於沈曼君處取得之天蠶神功，終擊敗碧落賦眾人，清理門戶，為父報仇。

## 人物角色
| 角色名稱 | 演員   | 備註                                                                 |
| -------- | ------ | -------------------------------------------------------------------- |
| 雲飛揚   | 徐少強 | 武當派弟子，後練就天蠶神功                                           |
| 倫婉兒   | 劉雪華 | 武當派弟子                                                           |
| 傅玉書   | 劉永   | 逍遙谷少谷主                                                         |
| 獨孤無敵 | 萬梓良 | 無敵門門主，滅絕魔功高手                                             |
| 青松     | 王戎   | 武當派掌門，兩儀劍法高手                                             |
| 沈曼君   | 陳思佳 | 獨孤無敵之妻，青松之舊情人                                           |
| 獨孤鳳   | 楊菁菁 | 獨孤無敵之女，雲飛揚之妹                                             |
| 公孫宏   | 羅莽   | 獨孤無敵之徒                                                         |
| 白石     | 顧冠忠 | 武當派弟子                                                           |
| 謝平     | 孫建   | 武當派弟子                                                           |
| 姚峰     | 劉少君 | 武當派弟子                                                           |
| 金石     | 湯鎮宗 | 武當派弟子                                                           |
| 玉石     | 蕭玉明 | 武當派弟子                                                           |
| 燕沖天   | 唐偉成 | 武當派長老，青松.赤松.蒼松的師兄，武功極高，練就天蠶神功，但時有時無 |
| 赤松     | 詹森   | 武當派執法長老，貪生怕死.是非不分                                    |
| 蒼松     | 王清河 | 武當派執法長老，貪生怕死.是非不分                                    |
| 風       | 元德   | 逍遙谷四大護法                                                       |
| 雷       | 王力   | 逍遙谷四大護法                                                       |
| 雨       | 甘家鳳 | 逍遙谷四大護法                                                       |
| 電       | 關峰   | 逍遙谷四大護法                                                       |
| 玄武堂主 | 姚文基 | 無敵門堂主                                                           |
|          | 陳鎏   | 無敵門堂主                                                           |
|          | 白沙力 | 無敵門堂主                                                           |
|          | 張作舟 | 無敵門堂主                                                           |
|          | 魏添財 | 武當派弟子                                                           |
|          | 林志泰 | 武當派弟子                                                           |
|          | 尹相林 | 武當派弟子                                                           |
|          | 張石庵 | 武當派弟子                                                           |
|          | 沈勞   | 無敵門堂主                                                           |
|          | 雷達   |                                                                      |

## 其他製作人員
- 出品人：邵逸夫
- 製片：黃家禧
- 執行監製：楊繼嚴
- 劇務：李雲虎
- 副導演：歐陽信、張國源
- 動作設計：魯俊谷、元德
- 攝影助理：吳榮傑
- 場記：周國強
- 燈光：阮定邦
- 道具：袁祥、曾偉忠
- 化妝：劉繼承、潘敏華
- 梳妝：彭雁聯
- 劇照：方惠俠
- 錄音：徐炳光
- 效果：李義之
- 對白：李嵐、丁羽

## 外部連結
- 開眼電影網上《天蠶變》的資料（繁體中文）
- 豆瓣电影上《天蠶變》的資料 （简体中文）
- 时光网上《天蠶變》的資料（简体中文）
- AllMovie上《天蠶變》的资料（英文）
- 爛番茄上《天蠶變》的資料（英文）
- 香港影庫上《天蠶變》的資料（繁體中文）
- 互联网电影数据库（IMDb）上《天蠶變》的资料（英文）